# Higieniewo
Higieniewo – wieś w Polsce położona w województwie kujawsko-pomorskim, w powiecie radziejowskim, w gminie Piotrków Kujawski.

## Podział administracyjny
W latach 1975–1998 miejscowość administracyjnie należała do województwa włocławskiego.

## Demografia
Według Narodowego Spisu Powszechnego (III 2011 r.) liczyła 59 mieszkańców. Jest 29. co do wielkości miejscowością gminy Piotrków Kujawski.

## Historia
Wieś znana w XIX wieku, stanowiła wówczas kolonię w powiecie nieszawskim, gminie i parafii Piotrków.